# Кубок Европы по спортивной ходьбе 2013
Кубок Европы по спортивной ходьбе 2013 года прошёл 19 мая в курортном городе Дудинце (Словакия). Сильнейших выявляли взрослые спортсмены и юниоры до 20 лет (1994 года рождения и моложе). Были разыграны 10 комплектов медалей (по 5 в личном и командном зачёте).
На старт вышли 282 ходока из 29 стран Европы (124 мужчины, 58 женщин, 54 юниора и 46 юниорок). Соревнования проходили на трассе длиной в один километр.
Каждая команда могла выставить до четырёх спортсменов в каждый из взрослых заходов и до трёх в юниорских соревнованиях. Лучшие в командном зачёте определялись по сумме мест трёх лучших спортсменов среди взрослых и двух лучших — среди юниоров.
Сборная России завоевала семь золотых медалей Кубка Европы из десяти.

## Расписание
| Дата        | Время | Забег         |
| ----------- | ----- | ------------- |
| 19 мая 2013 | 07:30 | 50 км мужчины |
| 19 мая 2013 | 12:00 | 10 км юниоры  |
| 19 мая 2013 | 13:15 | 20 км женщины |
| 19 мая 2013 | 15:15 | 20 км мужчины |
| 19 мая 2013 | 17:00 | 10 км юниорки |

Время местное (UTC+2)

## Медалисты
Курсивом выделены участники, чей результат не пошёл в зачёт команды

### Мужчины и юниоры
| Дисциплина             | Золото                                                                         | Золото       | Серебро                                                                    | Серебро      | Бронза                                                                                        | Бронза      |
| ---------------------- | ------------------------------------------------------------------------------ | ------------ | -------------------------------------------------------------------------- | ------------ | --------------------------------------------------------------------------------------------- | ----------- |
| 20 км                  | Денис Стрелков Россия                                                          | 1:21.40      | Мигель Анхель Лопес Испания                                                | 1:21.48      | Матей Тот Словакия                                                                            | 1:21.51     |
| 20 км (команды)        | Украина [a] · Руслан Дмитренко · Андрей Ковенко · Иван Лосев · Назар Коваленко | 27 очков [a] | Россия [a] · Денис Стрелков · Андрей Рузавин · Пётр Трофимов               | 31 очко [a]  | Польша · Рафал Аугустин · Лукаш Новак · Якуб Елёнек · Давид Томаля                            | 41 очко     |
| 50 км                  | Йоанн Дини Франция                                                             | 3:41.07      | Иван Носков [b] Россия                                                     | 3:45.31 [b]  | Игорь Главан [b] Украина                                                                      | 3:46.09 [b] |
| 50 км (команды)        | Украина [b] · Игорь Главан · Иван Банзерук · Сергей Будза · Алексей Казанин    | 16 очков [b] | Польша [b] · Гжегож Судол · Рафал Сикора · Михал Стасевич · Лукаш Аугустин | 28 очков [b] | Испания [b] · Хесус Анхель Гарсия · Клаудио Вильянуэва · Хосе Игнасио Диас · Микель Одриосола | 34 очка [b] |
| Юниоры 10 км           | Павел Паршин Россия                                                            | 41.13        | Николай Марков Россия                                                      | 41.13        | Вито Минеи Италия                                                                             | 41.26       |
| Юниоры 10 км (команды) | Россия · Павел Паршин · Николай Марков · Дамир Байбиков                        | 3 очка       | Италия · Вито Минеи · Франческо Фортунато · Алессандро Кузмаи              | 12 очков     | Испания · Марк Тур · Диего Гарсия · Альваро Мартин                                            | 13 очков    |

a  Сборная России потеряла первое командное место на дистанции 20 км после допинговой дисквалификации Александра Иванова, которая произошла в 2019 году.

b  8 февраля 2018 года Всероссийская федерация лёгкой атлетики сообщила о санкциях в отношении ходока Михаила Рыжова. На основании данных биологического паспорта был сделан вывод о применении спортсменом допинга. Все его выступления с 9 сентября 2012 года по 2 июня 2015 года были аннулированы, в том числе второе место на Кубке Европы по ходьбе — 2013 на дистанции 50 км с результатом 3:44.41. После этой дисквалификации у сборной России осталось только два зачётных результата, из-за чего она потеряла победу в командном первенстве.

### Женщины и юниорки
| Дисциплина              | Золото                                                    | Золото      | Серебро                                                                 | Серебро     | Бронза                                                                    | Бронза      |
| ----------------------- | --------------------------------------------------------- | ----------- | ----------------------------------------------------------------------- | ----------- | ------------------------------------------------------------------------- | ----------- |
| 20 км                   | Вера Соколова [c] Россия                                  | 1:29.18 [c] | Марина Пандакова [c] Россия                                             | 1:29.25 [c] | Ирина Юманова [c] Россия                                                  | 1:29.37 [c] |
| 20 км (команды)         | Россия · Вера Соколова · Марина Пандакова · Ирина Юманова | 6 очков     | Португалия · Ана Кабесинья · Инеш Энрикеш · Вера Сантуш · Сусана Фейтор | 20 очков    | Испания · Беатрис Паскуаль · Лорена Луакес · Ракель Гонсалес · Юлия Такач | 36 очков    |
| Юниорки 10 км           | Надежда Леонтьева [d] Россия                              | 46.14 [d]   | Анежка Драготова [d] Чехия                                              | 46.29 [d]   | Оксана Голяткина [d] Россия                                               | 47.04 [d]   |
| Юниорки 10 км (команды) | Россия · Надежда Леонтьева · Оксана Голяткина             | 4 очка      | Чехия · Анежка Драготова · Элишка Драготова · Адела Фридрихова          | 9 очков     | Беларусь · Виктория Рощупкина · Анастасия Родькина · Вероника Рабчаева    | 13 очков    |

c  7 февраля 2019 года Всероссийская федерация лёгкой атлетики сообщила о дисквалификации на 3 года российской легкоатлетки Аниси Кирдяпкиной. Решение было принято Спортивным арбитражным судом на основании отклонений в биологическом паспорте спортсменки, которые указывали на применение допинга. Все результаты Кирдяпкиной с 25 февраля 2011 года по 11 октября 2013 года были аннулированы, в том числе первое место на Кубке Европы по ходьбе — 2013 на дистанции 20 км с результатом 1:28.39.

d  Россиянка Екатерина Медведева, выигравшая заход на 10 км среди юниорок (результат 44.45), была дисквалифицирована в связи с положительной допинг-пробой на ЭПО.